# Политички спектар
Политички спектар, или политички компас је дводимензионални модел, са две осе помоћу којег можемо разврстати и организовати политичке идеје у више равни. Ово је новији начин разврставања политичких идеја, пошто се оригинални француски систем са једном осом (левица насупрот деснице), који је био у широкој употреби столећима, показао недовољно прецизним.
Термин политички компас води порекло од веб-сајта политички компас који прати програме разних политичких партија, изјаве званичника политичких партија и на основу тога разврстава партије по две осе, и то економској (левица - десница) и друштвеној (либерално - ауторитарно).
Главни принцип на којем се заснива политички компас јесте да политичка гледишта могу бити сврстана на две независне осе. Економска (левица-десница) оса одређује нечије мишљење о томе како би требало водити економију: „Левица“ је дефинисана као поглед да економију треба да води кооперативно колективно тело (најчешће држава, али може да се посматра и као комуна), док је „десница“ дефинисана као поглед на економију као систем конкурентских појединаца и организација. Друга оса покушава да сврста нечије мишљење о друштву и нивоу индивидуалних слобода дозвољених у друштву: „либерализам“ тако представља уверења да личне слободе треба да буду увећане до својих максимума, док је „ауторитаријанизам“ дефинисан као веровање да ауторитет и традиција морају бити поштовани науштрб личних слобода. 
Предност овог модела је у томе што много прецизније сврстава политичке идеје. Критичари овог модела сматрају да он служи за разумевање политике са аспекта политичког либерализма.
Да бисмо боље схватили идеју политичког компаса, имамо слику на којој су распоређене гранични случајеви политичких идеја. У већини случајеви, све данашње политичке идеје су унутар „граничних области“ које смо дефинисали идејама Стаљина као екстремне ауторитарне левице, Хитлера као екстремног ауторитарног центра, Тачерке као радикалне ауторитарне деснице, Фридмана као радикалне либералне деснице и Гандија као радикалне либералне левице.
Данашње политичке партије можемо разврстати овако: кабинет председника Џорџа В. Буша налази се на сличном месту као и М. Тачер. Француска, британска и италијанска влада донекле су ближе центру, док је немачка влада најближе центру. Садам Хусеин и Роберт Мугабе сврстани су у ауторитарну левицу, дакле, најближе Стаљину, док Нелсон Мандела и Далај Лама представљају либералну левицу, дакле најближе Гандију.